# Wiske Van Weyenberg
Louise (Wiske) Van Weyenberg (Dendermonde, 22 januari 1920 - Leuven, 24 april 2007) was een Belgisch bestuurster.

## Levensloop
Van Weyenberg was gehuwd met Jozef De Boodt.
In 1975 volgde ze Alice Van Cauwenberghe op als voorzitster van de Kristelijke Arbeiders Vrouwengilde (KAV). Zelf werd ze in deze hoedanigheid in 1983 opgevolgd door Maria Van Neste.
Ook was ze ondervoorzitster van het ACW en voorzitster van Familiehulp.